# Чухлов, Валерий Васильевич
Вале́рий Васи́льевич Чухло́в (18 октября 1955, Братск Иркутской области) — нападающий; мастер спорта СССР (1974) по хоккею с мячом.

## Биография
Рост 165 см, вес 64 кг. Играть в хоккей с мячом начал в 1968 году в Братске, первый тренер Б. А. Андреев. «Локомотив» (Иркутск) — 1974, 1975, 1978, 1979; СКА (Хабаровск) — 1976, 1977, 1980—1992; «Восток» (Арсеньев) — 1992—1994, «Нарукеря» (Финляндия) — 1995/1996. В высшей лиге чемпионатов СССР, СНГ и России — 418 матчей, 458 мячей. «Локомотив» (Иркутск) — 79 матчей, 71 мяч; СКА (Хабаровск) — 322 матча, 381 мяч; «Восток» (Арсеньев) — 17 матчей, 6 мячей. В розыгрышах Кубка СССР СНГ и России — 84 матчей, 115 мячей. СКА (Хабаровск) — 79 матчей, 112 мячей; «Восток» (Арсеньев) — 5 матчей, 3 мяча. В розыгрышах Кубка мира (1981, 1982, 1988, 1989) — 16 матчей, 13 мячей. За сборную СССР — 1 матч, 1 мяч. Обладатель Кубка СССР (1988). Трижды серебряный (1982, 1986, 1989), четырежды бронзовый (1981, 1984, 1985, 1988) призёр чемпионатов СССР. Лучший бомбардир чемпионата СССР (1986) — 50 мячей. Чемпион мира среди юниоров (1974). Обладатель Кубка Азиатско-Тихоокеанского региона (1998) в составе «Нефтяника-Сиданко» (Хабаровск). В «22-х лучших» игроков включался 4 раза (1984, 1985, 1986, 1989).
Быстрый техничный нападающий с отлично поставленным ударом и острым голевым чутьём. Один из самых результативных бомбардиров отечественного хоккея с мячом. Одинаково результативен был как при розыгрыше стандартных положений, так и в комбинационной игре. В настоящее время работает главным тренером команды СКА-«Нефтяник»-2 (Хабаровск).

## Статистика выступлений в высшей лиге чемпионатов СССР
| Сезон | Клуб                  | Игры | Мячи |
| ----- | --------------------- | ---- | ---- |
| 1974  | «Локомотив» (Иркутск) | 6    | 1    |
| 1975  | «Локомотив» (Иркутск) | 22   | 11   |
| 1976  | СКА (Хабаровск)       | 13   | 3    |
| 1977  | СКА (Хабаровск)       | 15   | 2    |
| 1978  | «Локомотив» (Иркутск) | 26   | 30   |
| 1979  | «Локомотив» (Иркутск) | 25   | 29   |
| 1980  | СКА (Хабаровск)       | 26   | 14   |
| 1981  | СКА (Хабаровск)       | 24   | 19   |
| 1982  | СКА (Хабаровск)       | 26   | 42   |
| 1983  | СКА (Хабаровск)       | 26   | 30   |
| 1984  | СКА (Хабаровск)       | 23   | 42   |
| 1985  | СКА (Хабаровск)       | 22   | 34   |
| 1986  | СКА (Хабаровск)       | 26   | 50   |
| 1987  | СКА (Хабаровск)       | 26   | 37   |
| 1988  | СКА (Хабаровск)       | 22   | 28   |
| 1989  | СКА (Хабаровск)       | 20   | 35   |
| 1990  | СКА (Хабаровск)       | 25   | 21   |
| 1991  | СКА (Хабаровск)       | 25   | 24   |
| 1992  | СКА (Хабаровск)       | 3    | -    |
| 1994  | «Восток» (Арсеньев)   | 17   | 6    |
|       | Всего                 | 418  | 458  |

## Статистика выступлений в розыгрышах Кубка СССР и России
| Сезон | Клуб                       | Игры | Мячи |
| ----- | -------------------------- | ---- | ---- |
| 1983  | СКА (Хабаровск)            | 6    | 6    |
| 1984  | СКА (Хабаровск)            | 9    | 15   |
| 1985  | СКА (Хабаровск)            | 7    | 16   |
| 1986  | СКА (Хабаровск)            | 7    | 9    |
| 1987  | СКА (Хабаровск)            | 9    | 19   |
| 1988  | СКА (Хабаровск)            | 12   | 15   |
| 1989  | СКА (Хабаровск)            | 9    | 12   |
| 1990  | СКА (Хабаровск)            | 10   | 9    |
| 1991  | СКА (Хабаровск)            | 2    | 2    |
| 1992  | СКА (Хабаровск)            | 7    | 9    |
| 1994  | «Восток» (Арсеньев)        | 5    | 3    |
| 2000  | СКА-«Нефтяник» (Хабаровск) | 1    | -    |
|       | Всего                      | 84   | 115  |